# Saint-Léger-la-Montagne
Saint-Léger-la-Montagne is een gemeente in het Franse departement Haute-Vienne (regio Nouvelle-Aquitaine) en telt 342 inwoners (1999). De plaats maakt deel uit van het arrondissement Limoges.

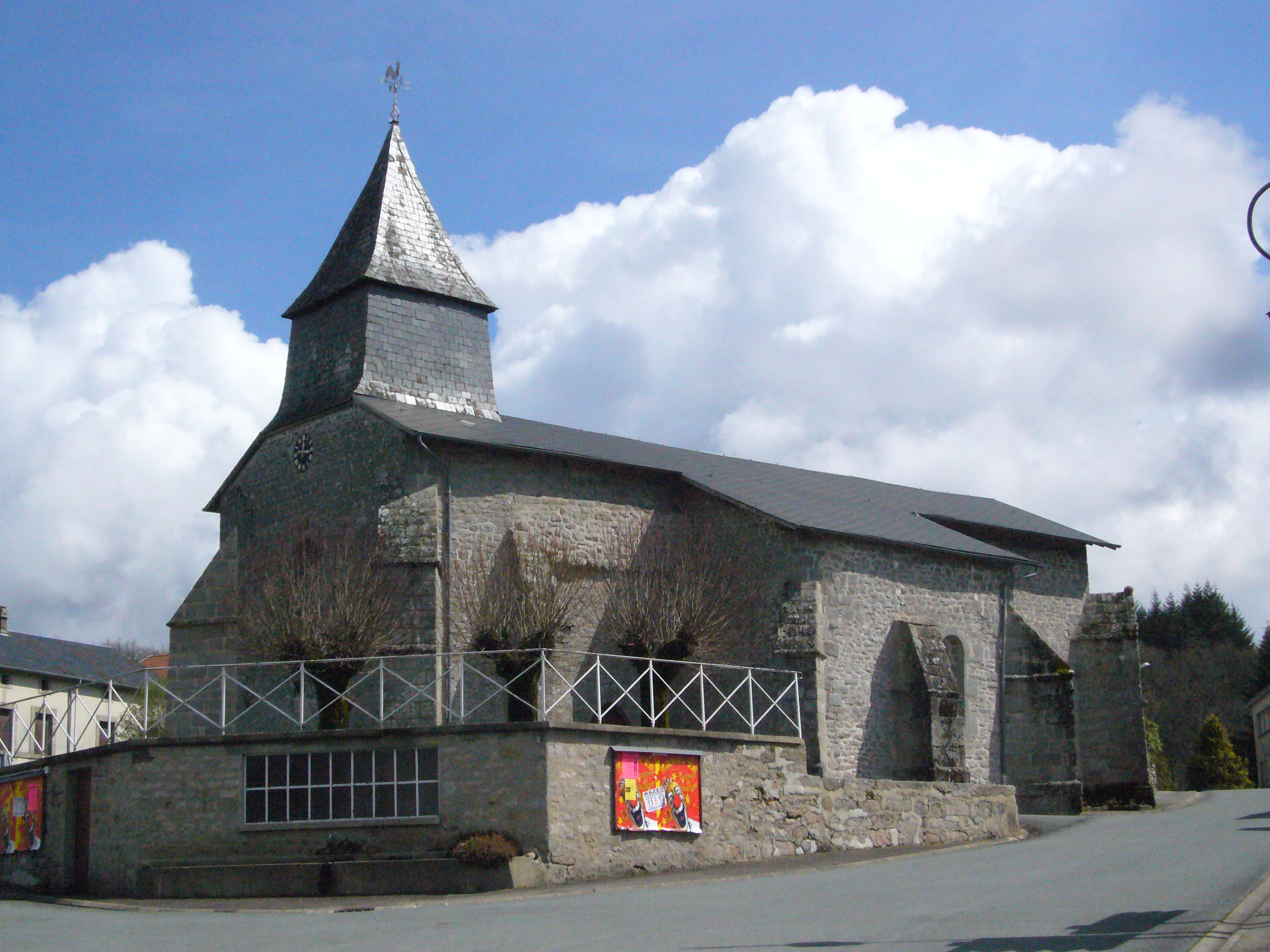
Kerk van Saint-Léger-la-Montagne
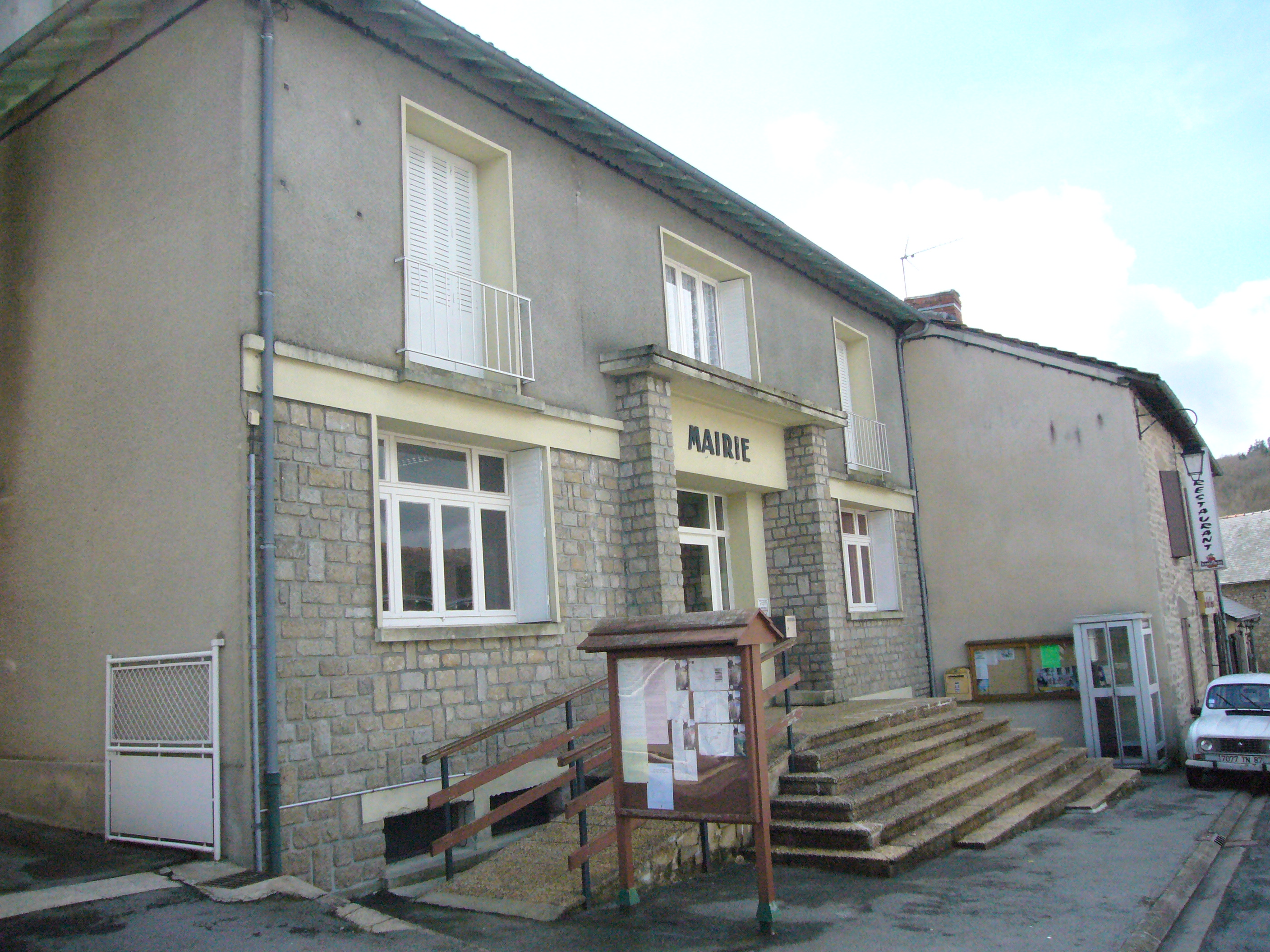
Gemeentehuis

## Geografie
De oppervlakte van Saint-Léger-la-Montagne bedraagt 33,2 km², de bevolkingsdichtheid is 10,3 inwoners per km².
De onderstaande kaart toont de ligging van Saint-Léger-la-Montagne met de belangrijkste infrastructuur en aangrenzende gemeenten.

## Demografie
Onderstaande figuur toont het verloop van het inwonertal (bron: INSEE-tellingen).